# Maria Teresa Burbon-Sycylijska (1867–1909)
Maria Teresa Burbon-Sycylijska, wł. Principessa Maria Teresa Maddalena di Borbone delle Due Sicilie (ur. 15 stycznia 1867 w Zurychu, zm. 1 marca 1909 w Cannes) – tytularna księżna Hohenzollernu, jedyne dziecko Ludwika Sycylijskiego, dziedzica zlikwidowanego tronu Obojga Sycylii oraz Matyldy Ludwiki Wittelsbach.